# Stazione Leopolda (Pisa)
Stazione Leopolda vasútállomás volt Olaszországban, Pisában. 1929-ben bezárták.

## Vasútvonalak
Az állomást az alábbi vasútvonalak érintik:
- Pisa–Firenze-vasútvonal

## Kapcsolódó állomások
A vasútállomáshoz az alábbi állomások vannak a legközelebb: